# Райцентр (сериал)
«Райцентр» — российский детективно-комедийный сериал с элементами мистики и нуара, вышедший в 2023 году. Сериал снят режиссёрами Данилом Чащиным и Эдуардом Мошковичем. Производством занимались онлайн-кинотеатр «Иви» и продюсерская компания «Среда».
В главных ролях снялись Кристина Асмус, Иван Добронравов, Дмитрий Чеботарёв и другие.
Слоган сериала — «Родные стены всё припомнят».

## Сюжет
Действие телесериала происходит в 1994 и в 2014 годах. В 1994 году на деревню Вармалей падает метеорит. Пара геологов, приехавших для его изучения, пропадают вместе с метеоритом.
Через 20 лет в этой же деревне бывшие одноклассники собираются на встрече выпускников. Среди них местный участковый Вася и его школьная любовь Милка. Вася вызывается подвезти Милку, но не справляется с управлением, и машина летит в реку. С героями всё в порядке, однако в попытках достать машину спасатели вытаскивают другую – пропавшую в 1994 году со скелетом и метеоритом внутри. Дальнейшие события выстроены вокруг детективной истории, расследующей несколько тайн как в настоящем, так и в прошлом.

## В ролях
| Актер              | Роль          |
| ------------------ | ------------- |
| Кристина Асмус     | Милка         |
| Карина Разумовская | Нина          |
| Иван Добронравов   | Вася          |
| Дмитрий Чеботарёв  | Антон         |
| Игорь Грабузов     | Мушин         |
| Владимир Скворцов  | Геолог        |
| Юрий Внуков        | Пилипчук      |
| Агриппина Стеклова | Агрономова    |
| Григорий Данцигер  | Николай Мушин |
| Екатерина Носик    | Чуешова       |
| Лариса Баранова    | Юлька         |

## Производство
Съёмки проходили в Ярославской области, в селе Диево-Городище. Название «Вармалей» невыдуманное, такая деревня есть под Нижним Новгородом.
Для режиссёров Эдуарда Мошковича и Данила Чащина сериал стал дебютом в кино.
Премьера сериала состоялась в апреле 2023 года на Московском кинофестивале. На «Иви» премьера состоялась 23 июня 2023 года.

## Отзывы
Катя Загвоздкина, РБК
«Райцентр» рекламируют как комедийный детектив, но на самом деле это более сложный жанровый гибрид. После того, как со дна реки поднимают скелет, количество трупов в Вармалее растёт в геометрической прогрессии — жанр мутирует в сторону криминальной драмы и даже триллера
Максим Ершов, Film.ru
Сериал Пивоваровой стоит смотреть хотя бы ради стремительного развития событий и детективной составляющей. Повествование скачет из настоящего в прошлое и обратно, и нераскрытые тайны есть как в 2014, так и в 1994. «Райцентр» — искромётное и здорово исполненное упражнение в нескольких жанрах
Анна Ентякова, Кинорепортёр
Местами «Райцентр» отчаянно косплеит «Игру престолов», герои поминают Гоголя, а кровь то и дело бьёт фонтаном. Обрамляет всё это сочная картинка с неожиданным, но уместным неоном — при желании можно разглядеть отсылки к хитам последних лет вроде «Очень странных дел», где тоже творилась всякая чертовщина
Вадим Богданов, Правила жизни
Не позволяет провозгласить сериал однозначным триумфом перенасыщенный и чрезмерно тяжеловесный для столь ироничной подачи сценарий. Чем дальше смотришь, тем очевиднее вершина, на которую замахнулись сценаристы. «Райцентр» — это наша попытка снять «Фарго»: поместить галерею малоприятных, но колоритных персонажей в один городок, добавить в криминальный сюжет чёрного юмора, символ абсолютного зла (Грабузов чисто отыгрывает Лорна Малво) и афористичные «коэновские» диалоги